# Indium(I)-iodid
Indium(I)-iodid ist eine anorganische chemische Verbindung des Indiums aus der Gruppe der Iodide.

## Gewinnung und Darstellung
Indium(I)-iodid kann durch Reaktion von Indium mit Iod oder Indium(III)-iodid im Vakuum bei 300 °C bis 400 °C  oder mit Quecksilber(II)-iodid bei 350 °C gewonnen werden.
{\displaystyle \mathrm {2\ In+I_{2}\longrightarrow 2\ InI} }
{\displaystyle \mathrm {2\ In+InI_{3}\longrightarrow 3\ InI} }
{\displaystyle \mathrm {2\ In+HgI_{2}\longrightarrow 2\ InI+Hg} }

## Eigenschaften
Indium(I)-iodid ist ein braunroter diamagnetischer Feststoff. Seine Schmelze ist schwarz. Die Verbindung besitzt eine orthorhombische Kristallstruktur in der Raumgruppe Cmcm (Raumgruppen-Nr. 63) mit den Gitterparametern a = 475 pm, b = 1276 pm, c = 491 pm.